# Geraldton
Geraldton je město v Západní Austrálii ležící v zálivu Champion Bay. Nachází se asi 425 km na sever od Perthu v regionu Mid West. Záliv byl poprvé probádán v roce 1849, poté zde byl založen olověný důl, jenž předcházel vzniku města.
Přístav v Geraldtonu je nejdůležitějším přístavem na západním pobřeží a je důležitým centrem místní těžařské produkce, rybaření, obilného zemědělství, chovu ovcí a v neposlední řadě také turismu.

## Historie
Existují důkazy o přítomnosti lidí na západním pobřeží Austrálie již před 40000 lety, přesto je nejisté, kdy se domorodí obyvatelé poprvé usadili v oblasti dnešního Geraldtonu.
Dnes se domorodí obyvatelé v tomto regionu obecně hlásí ke kultuře 'Yamatji' či 'Wajarri'. Umění tohoto národa se vyznačuje výrazným stylem malby, kdy je používáno tisíců teček (okrových a dalších založených na přírodních pigmentech) k vytvoření vzorů a obrazů s motivy důležitými pro kulturu 'Yamatji'. Západoaustralské museum (The Western Australian Museum) v Geraldtonu má stálou expozici zaměřenou na tuto kulturu a historii regionu.
Mnoho evropských námořníků 17. a 18. století při svých cestách narazilo nebo ztroskotalo, na ostrovech Houtman Abrolhos nacházejících se 60 kilometrů západně od Geraldtonu. Také zde byli roku 1629 vysazeni dva vzbouřenci z lodi Batavia, nicméně se nedochoval žádný důkaz, že by se vylodili v okolí dnešního Geraldtonu.

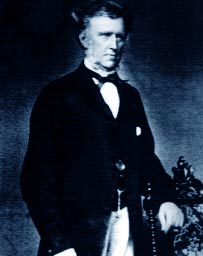
Charles Fitzgerald

Ztroskotání lodi Batavia, vlajkové lodi Nizozemské Východoindické společnosti na Houtman Abrolhos dne 4. června 1629 při její první plavbě a následné události jsou významnou historickou událostí regionu. V místním muzeu je vystavena řada artefaktů (například hliněné dýmky, stříbrné mince či děla) pocházejících jak z vraku Batavie, tak i z mnoha jiných vraků lodí, které v oblasti ztroskotali. Jmenovitě například vraky lodí Zuytdorp, Zeewijk a Vergulde Draeck.
George Fletcher Moore na škuneru Champion prozkoumal oblast v lednu 1840 a při této příležitosti objevil dosud neznámý záliv. V dubnu téhož roku podnikl expedici do této oblasti také poručík John Lort Stokes z lodi HMS Beagle, který zmíněný záliv pojmenoval Champion Bay, podle škuneru Champion.
Poté se do oblasti se svou expedicí vydal Augustus Gregory. Člen jeho expedice, James Perry Walcott, pak roku 1848 objevil olovo v korytu řeky Murchison. Na základě tohoto objevu byl založen důl Geraldine. Samotné město pak bylo vyměřeno roku 1850 a o rok později začal prodej pozemků. Město bylo pojmenováno na počest Charlese Fitzgeralda, 4. guvernéra Západní Austrálie.
Během druhé světové války zde byla 10. února 1941 otevřena místní letecká výcviková škola RAAF No. 4. Škola byla zrušena v květnu 1945.

## Obyvatelstvo
Dle sčítání lidu z roku 2016, měl Geraldton 37432 obyvatel.
- 9,6% obyvatel patří k domorodému obyvatelstvu
- 76,4% obyvatel se narodilo v Austrálii, 4,1% ve Velké Británii, 1,9% na Novém Zélandu, 1,4% v Jižní Africe, 1,3% na Filipínách a 0,6% v Indii
- 83,8% obyvatel mluví doma pouze anglicky, 0,8% malajsky, 0,8% afrikánsky, 0,6% jazykem Tagalog, 0,6% italsky a 0,4% filipínsky
- 63,2% obyvatel se hlásí ke křesťanství (z toho 26,5% ke katolické církvi a 16,5% k anglikánské církvi) a 30% je bez vyznání

## Turismus

### Návštěvnické centrum(Visitor Centre)

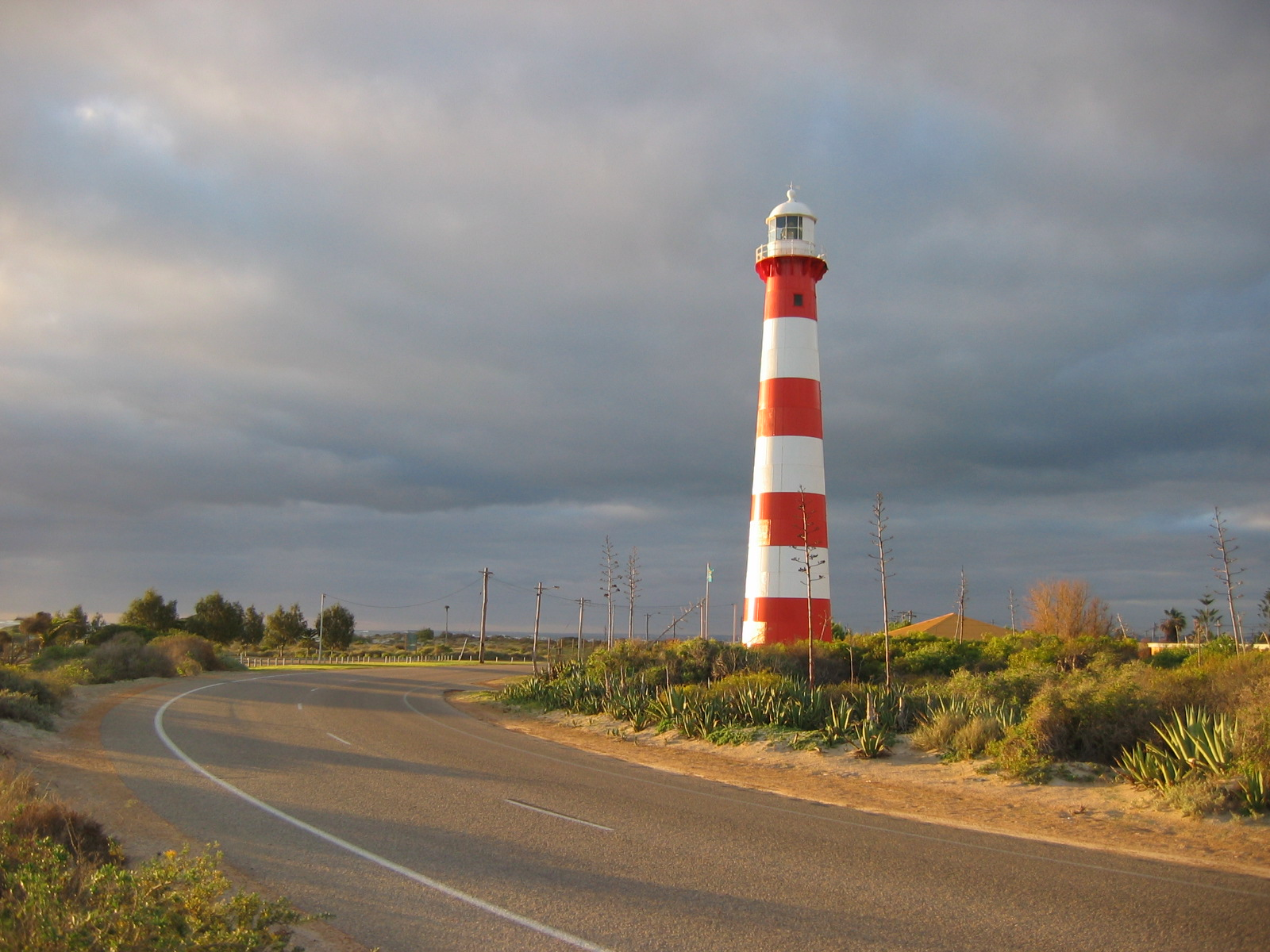
Maják Point Moore

Návštěvnické centrum města Geraldton se nachází v budově bývalé železniční stanice.

### Maják Point Moore
Maják Point Moore stojí jižně od přístavu v Geraldtonu a je kulturní a historickou atrakcí. Jedná se o nejstarší zachovalý maják v Západní Austrálii a byl také první věží s ocelovou konstrukcí postavenou na území Austrálie. Je vysoký 35 m a jeho 1000w halogenová lampa je viditelná na vzdálenost 23 námořních mil. Svou funkci začal maják plnit v roce 1878.

### Pobřeží a centrum města

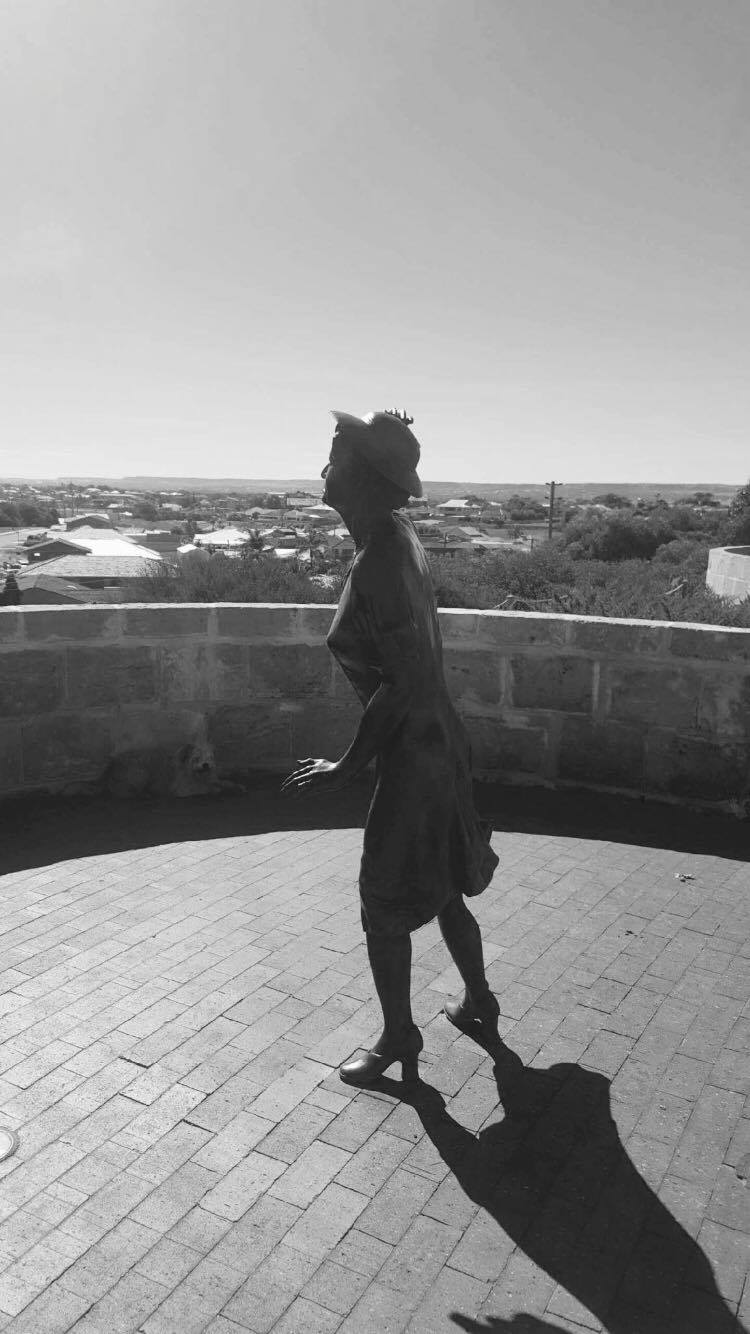
Památník lodi HMAS Sydney - socha ženy čekající na návrat lodi do přístavu.

V roce 2007 došlo k revitalizaci pobřežní oblasti a nyní se zde nachází hřiště s vodními atrakcemi, veřejné parky, pláže, místa pro piknik a basketbalové hřiště. Projekt revitalizace byl dokončen v roce 2008.

### Památník lodi HMAS Sydney

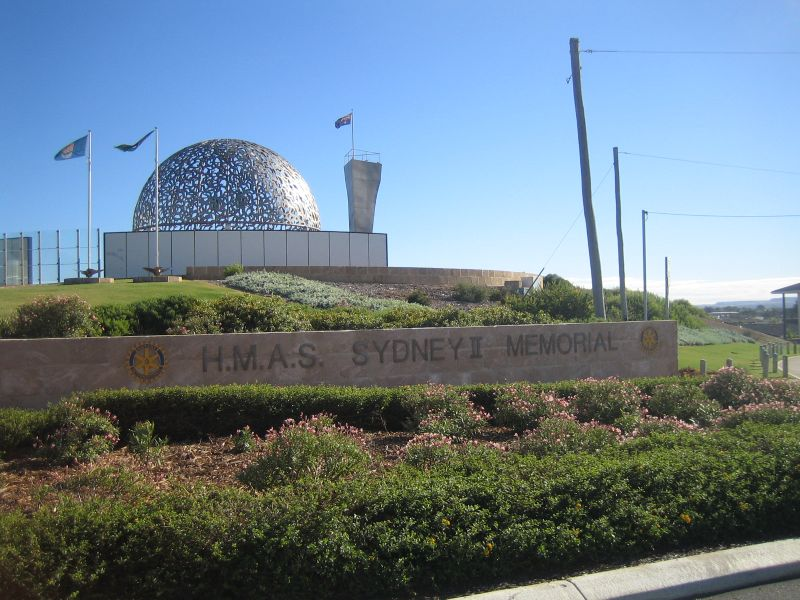
Památník lodi HMAS Sydney

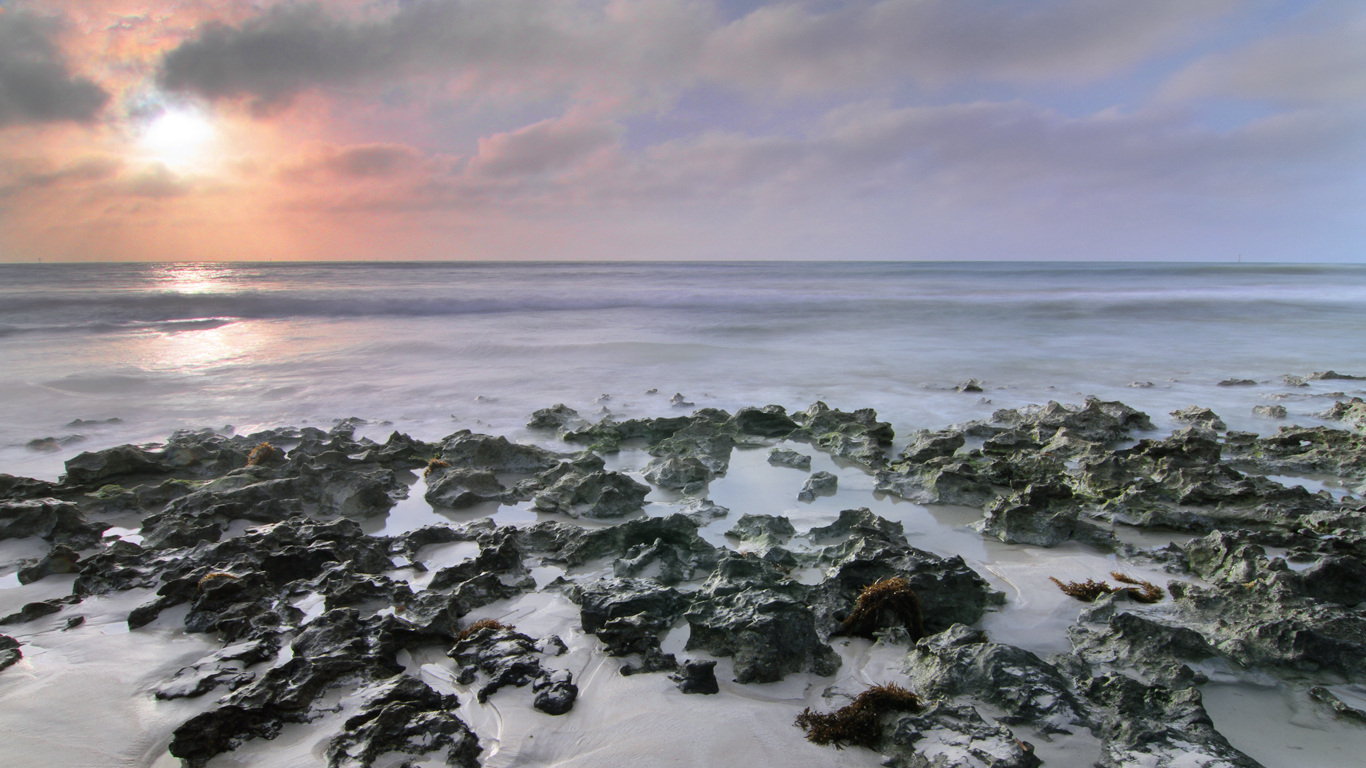
Pláž St Georges

Na ulici Gummer Avenue na vrcholku Mount Scott se nachází památník, který připomíná osud lehkého křižníku HMAS Sydney, který se zapojil do bojů během druhé světové války a byl zničen během bitvy s německým křižníkem Kormoran ve Žraločí zátoce (Shark Bay) v listopadu 1941. Když byl křižník potopen, zemřelo všech 645 námořníků.
Dočasný památník byl vztyčen již v roce 1998, kdy měl podobu velkého balvanu, se vztyčenou žerdí s vlajkou a bronzovou plaketou. Při příležitosti 60. výročí potopení křižníku byl 18. listopadu 2001 odhalen památník nový. Památník sestává z několika částí: Najdeme zde stélu umístěnou na lodní přídi a žulovou zeď se jmény všech členů posádky, které tehdy v bitvě zahynuli. Dále je zde bronzová socha ženy vzhlížející k moři a čekající na návrat lodi do přístavu. A v neposlední řadě také kopule s nerezové oceli tvořená 645 racky, kteří představují duše mrtvých námořníků, neboť podle folkloru jsou racci někdy označováni jako "ptáci duše" a věří se, že jsou dušemi lidí, kteří zemřeli na moři.

### Pláže
Hlavními plážemi v Geraldtonu jsou Tarcoola Beach, Back Beach, Separation Point, Point Moore, Pages Beach, Town Beach, Champion Bay, St Georges, Sunset Beach a Bluff Point.

### Katedrály
Katedrála svatého Františka Xaverského byla navržena světově proslulým architektem a katolickým knězem Monsignorem Johnem Hawesem (1876-1956). Stavba započala v roce 1916 a byla dokončena roku 1938. Katedrála má unikátní architekturu a patří mezi nejlepší katedrály postavené ve 20. století.
Katedrála svatého kříže je katedrála anglikánské církve a byla postavena v 60. letech 20. století.

## Klima

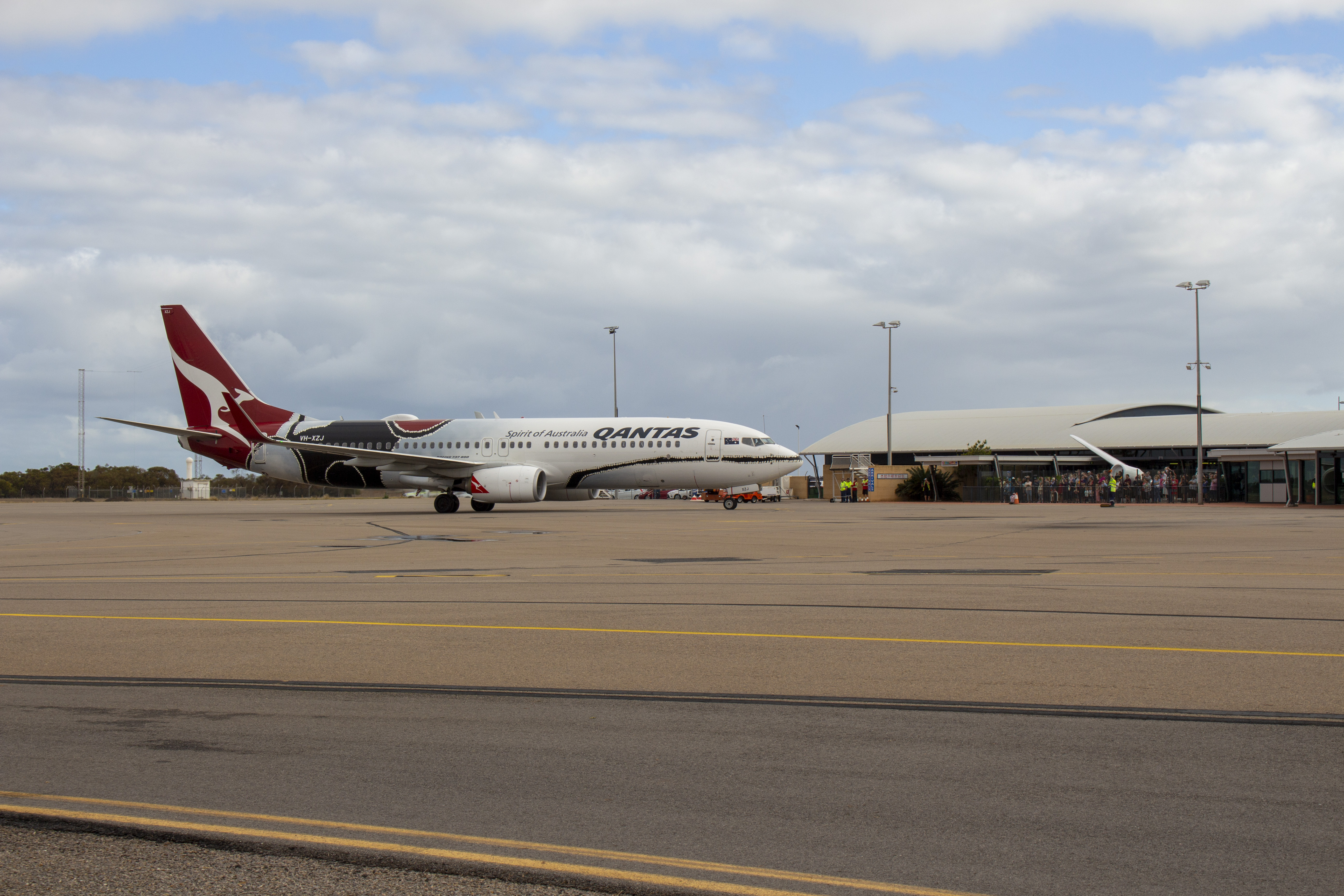
Letiště Geraldton

Geraldton má středomořské klima částečně s aridním vlivem. Klima je zde velmi slunečné, kdy ročně je zde kolem 164 jasných dnů.
V zimě se denní teploty průměrně pohybují okolo 20 °C a také v tomto období spadne většina ročních srážek. V letních měsících jsou průměrné teploty 32-33 °C, v některých dnech však teploty dosahují i více než 40 °C. Přímořské oblasti města jsou každé odpoledne ochlazovány mořským vánkem a průměrné teploty jsou zde proto nižší než ve vnitrozemských oblastech Geraldtonu.

## Doprava
Geraldton má veřejnou autobusovou dopravu provozovanou firmou TransGeraldton a autobusové spojení s Perthem zajišťuje společnost Transwa.

Aerolinky QantasLink a Virgin Australia Regional Airlines operují několik linek spojující Letiště Geraldton s Perthem. Dále z tohoto letiště létají charterové lety na ostrovy Houtman Abrolhos, do důlních oblastí v Západní Austrálii a do různých turistických destinací. Kromě toho se zde také nachází letecká škola a aeroklub.

## Rodáci

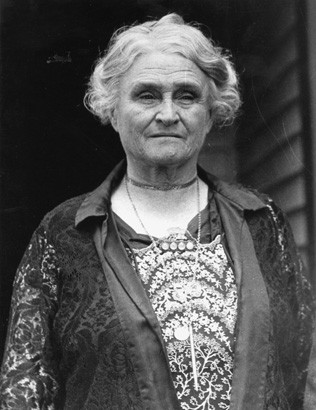
Edith Cowan

- Edith Dircksey Cowan, rozená Brown (1861-1932) - první žena zvolená do australského parlamentu
- Geoffrey Ian Gallop (1951) - 27. premiér Západní Austrálie
- Xavier Herbert (1901-1984) - spisovatel, držitel literární ceny Milse Franklina
- Tasma Walton (1973) - televizní a filmová herečka
- Christopher Douglas Mainwaring (1965-2007) - profesionální hráč australského fotbalu
- gen. por. John Murray Sanderson (1940) - 29. guvernér Západní Austrálie, vrchní velitel australské armády
- Brett Sheehan (1979) - profesionální hráč ragby
- Julian Randolph Stow (1935-2010) - spisovatel, držitel literární ceny Milse Franklina
- Sir Ronald Darling Wilson (1922-2005) - významný právník a soudce
- Sir Albert Asher Wolff (1899-1977) - významný právník a soudce